# Sylvain Fourcassié
 (mars 2022).
Sylvain Fourcassié, né en 1950 à Toulouse, est un diplomate et écrivain français.

## Biographie
Originaire d'une famille de Saint-Girons en Ariège, il est diplômé de l'Institut d'études politiques de Toulouse (promotion 1974).
Il a été conseiller culturel au Yémen, au Viêt Nam, en Syrie, au Koweït et en Mauritanie, et conseiller à la Mission permanente de la France auprès des Nations unies à New York (États-Unis).
S'inspirant des montreurs d'ours du Couserans migrants en Amérique, son premier roman s'intitulait Martin, gagne ton pain (Lattès, 1987). En 1998, il a publié Les Assassins de Durruti aux éditions Verticales. Son dernier roman, Les madones du trottoir a paru en 2010 chez Cadex. Il est préfacé par Lydie Salvayre.